# Atractodes alpinus
Atractodes alpinus är en stekelart som beskrevs av Forster 1876. Atractodes alpinus ingår i släktet Atractodes och familjen brokparasitsteklar. Inga underarter finns listade.